# Janusz Dietrych
Janusz Aleksander Dietrych (ur. 23 lipca 1907 w Łodzi, zm. 14 listopada 2001  w Warszawie) – inżynier mechanik, projektant technologii i maszyn górniczych, teoretyk konstrukcji maszyn, filozof i etyk techniki. Twórca śląskiej szkoły teorii konstrukcji.

## Okres do 1945 roku
Urodził się 23 lipca 1907 w Łodzi, w rodzinie Franciszka Gabriela (zm. 1941), przędzalnika, i Anieli Magdaleny z Gromskich. Od 1916 uczęszczał do Wyższej Szkoły Realnej z Wydziałem Handlowym Zgromadzenia Kupców Miasta Łodzi. W 1926 uzyskał świadectwo dojrzałości. W 1932 ukończył studia na Wydziale Mechanicznym Sekcji Ogólnej Politechniki Warszawskiej. Tytuł inżyniera otrzymał za pracę o turbinach parowych. W czasie studiów był narodowcem i prezesem uczelnianego „Bratniaka”. W latach 1932–1933 odbywał służbę wojskową w Wołyńskiej Szkole Podchorążych Rezerwy Artylerii we Włodzimierzu, oraz ukończył kurs w Dywizjonie Pomiarów Artyleryjskich w Toruniu. 1 stycznia 1937 otrzymał nominację na podporucznika rezerwy. W latach 1933–1934 pracował jako konstruktor przyrządów i narzędzi w Biurze Opracowania Warsztatowego Państwowych Zakładów Inżynierii w Warszawie, w latach 1934–1939 był konstruktorem starszym, później kierownikiem Działu Urządzeń Kopalnianych i Transportowych Spółki Akcyjnej Wielkich Pieców i Zakładów Ostrowieckich w Ostrowcu Świętokrzyskim. 
Zmobilizowany w 1939 roku wziął udział w kampanii wrześniowej. Dowodził baterią obrony przeciwlotniczej w Warszawskiej Brygadzie Pancerno-Motorowej płk. Stefana Roweckiego. Po bitwie pod Tomaszowem Lubelskim 20 września 1939 dostał się do niewoli niemieckiej. Od 5 października 1939 do 29 kwietnia 1945 przebywał w Oflagu VII A Murnau. Do Polski wrócił 1 września 1945 roku.

## Działalność na rzecz przemysłu
Po 1945 roku zamieszkał na Śląsku, gdzie brał aktywny udział w budowie polskiego przemysłu górniczego. W tym okresie projektował m.in. technologie wzbogacania węgla, maszyny górnicze oraz konstrukcje przekładni zębatych. Był twórcą i pierwszym dyrektorem Centralnego Biura Konstrukcji Maszyn Górniczych (1950–1952), a także dyrektorem Centralnego Biura Projektów Górniczych SEPARATOR w Katowicach. W latach 1955–1959 był generalnym projektantem Zakładów Wzbogacania Węgla w Czudżo Taj Jualn w Chinach.

## Praca naukowa
W 1947 roku po raz pierwszy podjął działalność dydaktyczną na Wydziale Mechanicznym Politechniki Śląskiej prowadząc wykłady z projektowania maszyn górniczych. W 1955 roku uzyskał tytuł docenta Politechniki Śląskiej, a w 1957 roku tytuł profesora nadzwyczajnego. W 1959 roku otrzymał tytuł doktora nauk technicznych na podstawie pracy „Teoria i budowa przesiewaczy”. Rok później objął kierownictwo Katedry Części Maszyn na Wydziale Mechaniczno-Energetycznym Politechniki Śląskiej, którą przekształcił w Katedrę Ogólnych Podstaw Konstrukcji Maszyn, jednocześnie reformując program nauczania oraz formułując od podstaw nową teorię konstrukcji maszyn oraz metodologię projektowania, opisaną m.in. w książce „Podstawy konstrukcji maszyn”.  W latach 1971–1977 był dyrektorem Międzywydziałowego Instytutu Mechaniki i Podstaw Konstrukcji Maszyn. W 1974 roku Senat Politechniki Śląskiej skierował wniosek o nadanie tytułu profesora zwyczajnego odrzucony przez władze państwowe wskutek interwencji Przewodniczącego Rady Państwa profesora Henryka Jabłońskiego. W 1977 roku przeszedł na emeryturą nadal pozostając aktywny dydaktycznie i naukowo. W latach 1978–1980 w Instytucie Konstrukcji Maszyn Uniwersytetu Otto von Guericke w Magdeburgu, wspólnie z profesorem Jürgenem Rugensteinem, prowadził seminaria organizowane w ramach współpracy między uczelniami. Współpraca ta zaowocowała wydaniem książki pt. „Einführung in die Konstruktionswissenschaft” („Wprowadzenie do nauki konstrukcji”) Pol. Śląska Gliwice, 1982. Książka ta została wciągnięta na index librorum pohibitorum (indeks ksiąg zakazanych) w NRD i przyczyniła się do tego, że Dietrych nie mógł wyjeżdżać do NRD i uczestniczyć w kolejnych seminariach. Po zjednoczeniu Niemiec pozycja ta stała się poszukiwaną publikacją. .
Janusz Aleksander Dietrych w swojej pracy kładł nacisk na dydaktykę. Jego wykłady cieszyły się ogromną popularnością. Łatwo łączył teorię za praktyką, swobodnie przechodził od filozofii techniki do szczegółowych problemów projektowania. Wykształcił pokolenie inżynierów zdolnych wykroczyć poza ramy specjalizacji, by całościowo rozumieć rolę i wpływ techniki na życie człowieka. Uczył krytycznego myślenia i zachęcał inżynierów do otwarcia na problem humanistyki. Swoją wizję osiągnięć twórczych inżyniera Dietrych streścił w formule: „Chcieć: patrzeć, żeby widzieć, widzieć, żeby myśleć, myśleć, żeby rozumieć, rozumieć, żeby pojmować”. Od 1960 do 1992 roku prowadził seminarium nauki konstrukcji, w ramach którego był promotorem 32 prac doktorskich. Angażował się w przedsięwzięcia związane z popularyzacją nauki. W latach 1967–1972 prowadził w telewizji śląskiej cykl wykładów „Rysunek techniczny jako zapis konstrukcji”. W latach 1983–1991 w miesięczniku „Mechanik” publikował zwięzłe jednostronicowe prezentacje wybranych problemów techniki, a  latach 1996–2001 przygotowywał tzw. „Kartki dla Przyjaciół”, adresowane do przedstawicieli śląskiej szkoły teorii konstrukcji krótkie eseje zawierające refleksje o sytuacji człowieka w obliczu zmian cywilizacyjnych.

## Teoria konstrukcji
Swoją teorię konstrukcji Dietrych rozwijał od lat 50. do końca pracy naukowej, a jej syntezę zawarł w fundamentalnej książce „System i konstrukcja”. Praca jest obszernym kompendium teorii konstruowania obejmującym wszystkiego jego aspekty od uwarunkowań antropologicznych, teleologicznych i epistemologicznych, poprzez relacje człowieka i maszyny, wymagania biznesowe i ekonomiczne, badanie potrzeb i wzornictwo, aż po szczegółowe aspekty zasad i metod projektowania oraz konstruowania. Książka ma formę zwięzłego wykładu. Dietrych formułował lakoniczne definicje, opisywał złożone kwestie w najkrótszy możliwy sposób, wyjaśniając chętnie sięgał po przedstawienia graficzne i formalne. W zamierzeniu autora „System i konstrukcja” ma być całościowym wykładem fundamentów konstruowania czytelnym i pomocnym w pracy każdego inżyniera. W zasadzie jednak praca wykraczała poza te ramy. Powinna być traktowana jako całościowa konceptualizacja procesu twórczości technicznej, zbudowana w oparciu o spójny i oryginalny system filozofii techniki. 

## Filozofia techniki
Teorią techniki Dietrych zajął się szerzej w latach 60. XX wieku w opozycji do politechnicznych tradycji sprowadzającej technikę do czysto praktycznej „rzemieślniczej”  dziedziny, skoncentrowanej jedynie tworzeniu konkretnych urządzeń. Rozumiejąc ogromny wpływ techniki na człowieka Dietrych zerwał też zakorzenioną w myśli niemieckiej spekulatywną filozofią techniki będącą właściwie antropologią techniki (A.Gehlen, O.Spengler, M.Heidegger). W duchu realizmu epistemologicznego dla Dietrycha punktem wyjścia jest założenie, że czynność techniczna jest formą prawdziwej interakcji pomiędzy człowiekiem, a światem. Można powiedzieć, że w jego ujęciu technika jest szczególną relacją między realnie istniejącym człowiekiem i obiektywnie istniejącym światem, w którym ludzki umysł kształtuje materialną rzeczywistość, a obiektywna rzeczywistość fizycznego świata kształtuje myślenie człowieka w toku poznania. Dietrych kładł ogromny nacisk na rozróżnienie koncepcji technicznej, na przykład zapisanej przy pomocy schematów, algorytmów czy rysunków technicznych od przedmiotów (maszyn), które wytworzone są przy pomocy technologii. Pierwsze mają status bytów w umyśle ludzkim, drugie funkcjonują w świecie. Technikę Dietrych definiował jako „wiedzę o sposobach operowania materią i o cechach środków ze względu na dokonywane zmiany” i odróżnią ją od technologii, która jest „dziedziną techniki opartą na podstawach naukowych”. Punktem wyjścia teorii konstrukcji Dietrycha jest podział rzeczywistość „ekosfery” na autonomiczne części: „biosferę” (materialną), „socjosferę” (ludzką) i „technosferę” (techniczną). To rozróżnienie powinno formować prawidłowe myślenie inżyniera, który podejmując działania techniczne musi brać pod uwagę wszystkie sfery rzeczywistość. Biosfera określa szerokie ramy mnogości różnych działań technicznych człowieka (dany problem można rozwiązać na wiele sposobów), które podlegają ograniczeniom wynikającym zasad, które kształtują nie tylko technosferę, ale przede wszystkim socjosferę (etyka, moralność, religia). Realizacja określonych w socjosferze celów powinna być podstawą działań technicznych. Dietrych nazwał to paradygmatem „antropotechnicznym” lub „socjotechnicznym”. W innymi wypadku nastąpi zwrócona przeciw człowiekowi eksplozja technologiczna definiowana przez regułę „każda możliwość [techniczna] staje się koniecznością”. Dzieje się tak dlatego, że w ujęciu Dietrycha technosfera nie jest w stanie samodzielnie wyznaczyć granic rozwoju, ani prawidłowo rozpoznać prawdziwych potrzeb człowieka, choć jej celem jest ich zaspakajanie. W teorii Dietrycha podstawowe są pojęcia „system” i „konstrukcja”. „System” to „relacja sprzężeń i przekształceń”, a „konstrukcja ” to „własność pewnego zbioru obiektów, z których żaden nie jest identyczny z drugim. Ale mogę być tej samej konstrukcji”, konstrukcję określają „cechy konstrukcyjne”. Tym samym Dietrych redefiniował pojęcie „konstrukcji”, które w teorii techniki najczęściej odnosi się do obiektów materialnych. Informacją o „konstrukcji” jest „zapis konstrukcyjny”. „Cechy konstrukcyjne” Dietrych opisywał przy pomocy „postaci”, czyli struktury lub konfiguracji składającej się na jakąś całość oraz „wymiaru”, czyli przestrzennej rozłożenia elementów. Teorię konstrukcji Dietrycha determinuje teleologiczny holizm, który zakłada „projektowane integralne” (zgodnie z zasadą prymatu całości na częścią), skierowane na cel (koniec działań), który można zweryfikować przy pomocy kryteriów. Ważne miejsce w teorii Dietrycha zajmowała refleksja o naturze innowacji technicznej. Twórczość techniczną definiował jako działanie, „w wyniku którego powstaje celowo obmyślany układ własności i właściwości środków technicznych lub sposoby postępowania, społecznie uznane za nowe i odpowiadające aktualnym lub potencjalnym potrzebom”. Dietrych opisywał dwie metody twórczego, technicznego myślenia: „algorytmiczne” i „heurystyczne”. Pierwsze polegają na operacjonalizacji przy pomocy formuł logicznych i matematycznych, drugie polegają na wyborze optymalnego rozwiązania wśród wielu możliwych. 
Podstawy filozofii techniki Dietrycha zawarte są w pracy „System i konstrukcja”, a liczne refleksje filozoficzne zawierają tzw. „kartki”, zwięzłe jednostronicowe prezentacje wybranych problemów publikowane m.in. w miesięczniku „Mechanik” w latach 1983–1991. 

## Działalność społeczna
Przez całe życie prowadził aktywną działalność społeczną i publicystyczną inspirowaną filozofią chrześcijańską. Krytykował wielkie ideologie XX wieku, opisywał sytuację człowieka jako rozpiętą między „Scyllą socjalizmu, a Charybdą liberalnego kapitalizmu”. Odrzucał obie te ideologie i uważał, że są one nie do pogodzenia z katolicką nauką społeczną. Zarówno systemy totalitarne, jak i techniczno-kapitalistyczną wiarę w nieograniczony postęp uznawał za zagrożenie dla istnienia człowieka i cywilizacji. Kładła nacisk na potrzebę równego podziału dóbr, potrzebę samoograniczenia ludzkich potrzeb oraz rolę techniki w walce z ubóstwem i ochronie środowiska naturalnego. W okresie międzywojenny działał w obozie narodowej demokracji, a w latach 1930–1931 pełnił funkcję szefa Obozu Wielkiej Polski na Politechnice Warszawskiej. Był aktywnym działaczem katolickim. W latach 1935–1939 był członkiem Zarządu Akcji Katolickiej. W latach 1956–1957 był członkiem Rady Duszpasterskiej w Katowicach. Uczestniczył w I Synodzie Katowickim, a potem w Synodzie Metropolitarnym w Krakowie. W 1980 roku należał do współzałożycieli Klubu Inteligencji Katolickiej w Katowicach. W okresie PRL jego działalność katolicka spotkała się z nieprzychylną reakcją władz państwowych, stale ograniczano mu możliwości pracy naukowej oraz wbrew władzom uczelni, mimo ogromnego dorobku naukowego, odmówiono przyznania tytułu profesora zwyczajnego (1974).

## Życie prywatne
W 1934 roku ożenił się ze Stefanią Marią z Meissnerów (1911–2001), mieli trójkę dzieci: Andrzeja (ur. 1935), Magdalenę Dietrych-Szarlińską (ur. 1938) i Marię Bończa-Tomaszewską (ur. 1947). Uprawiał taternictwo i alpinizm. 

## Najważniejsze publikacje
Autor 360 publikacji, w tym 324 indywidualnych oraz 10 książek.
- „Teoria i budowa przesiewaczy”, Katowice 1955.
- „Zasady konstrukcji maszyn”, Gliwice 1963.
- „Kierunki poszukiwań ogólnych podstaw konstrukcji maszyn: zarys”, Gliwice 1963.
- „Założenia teorii konstrukcji” Gliwice 1964.
- „Podstawy konstrukcji maszyn. Cz. 1” współautor, Warszawa 1964.
- „Podstawy konstrukcji maszyn. Cz. 3” współautor, Warszawa 1966.
- „Konstrukcja i konstruowanie”, Warszawa 1968.
- „Modele zagadnień nauki konstrukcji”, Gliwice 1972.
- „Nauka konstrukcji : problemy i znaczenie”, Gliwice 1975.
- „Projektowanie i konstruowanie” WNT Warszawa 1976.
- „Rysunek techniczny jako zapis konstrukcji”, Gliwice 1976.
- „Słownik nauki konstrukcji” Gliwice 1977.
- „System i konstrukcja”, Warszawa 1978.

## Ordery i odznaczenia
- Krzyż Komandorski Orderu Odrodzenia Polski (15 listopada 2000)[3]
- Krzyż Kawalerski Orderu Odrodzenia Polski (1973)
- Złoty Krzyż Zasługi (1957)
- Złota odznaka „Zasłużonemu w Rozwoju Województwa Katowickiego” (1975)[4]
- Order „Przyjaźń” (ChRL, 1956)

## Nagrody i wyróżnienia
- Państwowa Nagroda Naukowa III stopnia (zespołowa) w dziale nauk technicznych za wykonanie konstrukcji i prototypów maszyn do urabiania i odstawy węgla (29 lipca 1950)[5]
- Nagroda indywidualna II stopnia Ministra Nauki, Szkolnictwa Wyższego i Techniki za osiągnięcia w dziedzinie badań naukowych (1975)[6]
- tytuł doktora honoris causa Politechniki Śląskiej (24 czerwca 1993)[7]

## Upamiętnienie
W 2007, na pamiątkę jego setnej rocznicy urodzin, została odsłonięta tablica pamiątkowa, która znajduje się w auli B Centrum Edukacyjno-Kongresowego Politechniki Śląskiej.